# Багатур (хазарский каган)
Багату́р — каган Хазарии, правил в середине 750-х — 760-х годов. При нём возобновились набеги хазар на Закавказье.
Около 759 года выдал дочь Хатун за арабского наместника Армении Язида ибн Усайда ас-Сулами, который посватался к ней по приказу халифа ал-Мансура, чтобы предотвратить угрозу хазарских набегов. За невесту был уплачен калым в 100 тысяч дирхемов, а она отправилась в сопровождении 10-тысячной свиты с богатым приданым в виде табунов лошадей, верблюдов, скота и 20 повозок с золотыми и серебряными вещами. Принцесса приняла ислам и стала женой наместника, родив ему двоих сыновей. Через два года и четыре месяца, в 762/763 году она и дети внезапно умерли. Каган приписал её смерть коварству зятя и пошёл на него войной. 200-тысячное хазарское войско разграбило Азербайджан и Грузию. Несмотря на полученное подкрепление (20-тысячное войско), арабская армия была разбита, и хазары ушли, захватив огромную добычу и множество пленных. Война продолжилась в следующем 764 году. Армией хазар командовал полководец Рас-тархан, а силами, вторгнувшимися в Грузию — Блучан. В грузинских летописях этот поход связывается с неудачным сватовством самого кагана к картлийской принцессе Шушане. В конце 764 года войско Блучана было разбито, а войско Рас-тархана успело уйти безнаказанным до подхода свежей арабской армии. Нашествие хазар стало первым после двадцатипятилетнего перерыва и первым в правление Аббасидов.